# Benali Beghouach
Benali Beghouach, né le 5 février 1967 en Algérie, est un joueur puis entraîneur algérien de handball. Il évoluait au poste de pivot. 

## Biographie
Avec l'équipe nationale d'Algérie, il participe notamment à deux reprises aux Jeux olympiques, et remporte le championnat d'Afrique des nations 1996.
En clubs, il est formé au RC Relizane avant de rejoindre vers 1988 le Mouloudia d'Alger avec lequel il remporte notamment la Coupe d'Afrique des vainqueurs de coupe en 1988 et le Championnat d'Algérie la même année.
Rapidement, il est retenu en équipe nationale, remportant le Championnat d'Afrique junior 1986 puis les Jeux africains de 1987 et étant retenu pour participer aux Jeux olympiques 1988.
Pourtant, il n'apparait pas les années suivantes parmi l'effectif du MC Alger  ou de l'équipe nationale.
Elle évolue ensuite à l'Istres Sports au moins à partir de 1992 et où il met un terme à sa carrière au haut-niveau en 2001. Entre-temps, il retrouve l'équipe nationale algérienne, participant aux Jeux olympiques 1996 et au championnat du monde 1997 et remportant le championnat d'Afrique des nations 1996.
Par la suite, il jouera au Salon Handball Club Provence (2001 à 2004 et 2006 à 2007) et au Châteauneuf HandBall (2005 à 2006) avant de retrouver l'Istres Provence Handball où il est entraineur-adjoint de Gilles Derot depuis 2014.

## Palmarès

### avec les Clubs
Mouloudia Club d'Alger
- Vainqueur du Championnat d'Algérie en 1988
- Vainqueur de la Coupe d'Afrique des vainqueurs de coupe en 1988

### avec l'Équipe d'Algérie
Jeux olympiques
- 10e place aux Jeux olympiques 1988
- 10e place aux Jeux olympiques 1996

Championnats du monde
- 17e au championnat du monde 1997 ( Japon)

championnat d'Afrique des nations
- Médaille d'or au championnat d'Afrique des nations 1996 ( Bénin)

Autres
- Vainqueur du Championnat d'Afrique junior 1986
- Vainqueur des Jeux africains de 1987

### Entraîneur
- Vainqueur du Championnat de France de 2e division (2) : 2018